# Länsväg E 1030
Länsväg E 1030 är vägen mellan Skäggetorp och Västerlösa i Östergötland, Sverige. Vägen börjar på E4.05 mellan Linköpingsstadsdelarna Skäggetorp och Tornby. Den rundar därpå Skäggetorps bebyggelse på sydsidan som Nygårdsvägen och har där anslutningar till vägarna 5000 och 5002, varpå den blir landsbygdsväg ett litet stycke. Vid Trafikplats Wärö korsar den Linköpings västra motorvägsinfart innan den ger sig in i tätorten Malmslätt som Nya Ledbergsvägen och möter E 1043. Strax blir E 1030 landsbygdsväg igen. Den har korsningar med 1037, 1027 och 1031 innan den slutar på länsväg E 1025 en kilometer norr om Västerlösa kyrka.